# Paolo Conti (cestista 1969)
Paolo Conti (Rho, 9 novembre 1969) è un ex cestista e allenatore di pallacanestro italiano.
Era un'ala/centro di 207 centimetri.

## Carriera

### Club
Conti, nella sua lunga carriera, ben 15 stagioni, in Serie A, ha militato con la Pallacanestro Varese, la Scavolini Pesaro, l'Andrea Costa Imola e la Pallacanestro Cantù.
Nel biennio 2004-2006 ha giocato con Castelletto Ticino. Dopo essere stato protagonista della salvezza per la squadra piemontese, e dopo un grave infortunio, nel gennaio 2007 viene firmato dalla Pallacanestro Cantù.
Nel mese di luglio 2007 l'atleta rhodense firma ancora per Castelletto Ticino in serie B1.
Nella stagione 2008-09 gioca a Cremona nella Juvi Cremona Basket in Serie A Dilettanti ovvero la vecchia B1.

### Nazionale
Ha partecipato agli Europei 1995, conquistando il quinto posto, comunque insufficiente per il pass per le Olimpiadi di Atlanta.
Un infortunio lo ha tenuto fuori all'ultimo momento dalla convocazione definitiva per l'Europeo 1997, dove poi l'Italia ha conquistato l'argento.
Ha vinto l'argento ai Goodwill Games nel 1994, dove giocò da protagonista con la nazionale allenata da Ettore Messina.